# Stazione di Ayameike
La stazione di Ayameike (菖蒲池駅?, Ayameike-eki) è una stazione ferroviaria situata nella città di Nara, nella prefettura omonima, in Giappone, servente la linea Kintetsu Nara delle Ferrovie Kintetsu.

## Linee
Ferrovie Kintetsu
● Linea Kintetsu Nara

## Aspetto
La stazione è costituita da 2 binari passanti in superficie con un marciapiede centrale a isola.
| 1 | ■ Linea Kintetsu Nara | per Yamato-Saidaiji, Kintetsu Nara e Tenri                                  |
| 2 | ■ Linea Kintetsu Nara | per Gakuen-mae, Ikoma, Ōsaka Uehommachi, Ōsaka Namba, Amagasaki e Sannomiya |

## Stazioni adiacenti
| «                                          | Servizio                                   | »                   |
| Linea Kintetsu Nara                        | Linea Kintetsu Nara                        | Linea Kintetsu Nara |
| ------------------------------------------ | ------------------------------------------ | ------------------- |
| Gakuen-mae                                 | Locale Semiespresso sezionale Semiespresso | Yamato-Saidaiji     |
| L'espresso e l'espresso rapido non fermano |                                            |                     |